# Campeonato Sudamericano de Clubes Campeones de Básquetbol
Il Campeonato Sudamericano de Clubes Campeones de Básquetbol (in portoghese: Campeonato Sul-Americano de Clubes Campeões de Basquetebol, in inglese: South American Basketball Championship of Champion Clubs), o anche Campeonato Sudamericano de Clubes de Básquetbol (Campionato Sudamericano per Club di Pallacanestro), era una competizione internazionale riservata ai club professionistici maschili di pallacanestro del Sud America. Originariamente organizzato dalla Confederazione Sudamericana di Pallacanestro, e successivamente dalla FIBA Americas, si svolgeva ogni anno e vedeva la partecipazione delle squadre vincitrici dei campionati nazionali di ciascun Paese sudamericano, oltre alla squadra vincitrice dell’edizione precedente.

## Storia
Il Campionato Sudamericano per Club Campioni fu fondato nel 1946 ed è considerato il primo torneo internazionale di pallacanestro disputato in Sud America. La competizione si svolgeva con la formula del girone all’italiana, solitamente ospitata da un’unica città.
Dal 1965 al 1987, le squadre vincitrici (e in molte occasioni anche le seconde classificate) partecipavano alla Coppa Intercontinentale FIBA, rappresentando il continente sudamericano.
Fino al 1993, il Campionato Sudamericano per Club fu la competizione di primo livello e la più prestigiosa per i club di basket sudamericani; tuttavia quell'anno nacque il Pan American Club Championship, una competizione che comprendeva anche le squadre dell'America Centrale, facendo diventare il Campeonato la seconda competizione continentale. Nel 1996 poi fu istituita anche la Liga Sudamericana (FIBA South American League), con un formato più simile a quello delle competizioni europee, strutturato su più fasi e non come torneo unico, facendo scendere il Campeonato al terzo posto nella piramide delle competizioni continentali sudamericane.
Nel 2001 la competizione divenne nuovamente la seconda per importanza dopo lo scioglimento del Pan American Club Championship, e la promozione della Liga Sudamericana a massima competizione continentale. Il campionato fu definitivamente interrotto nel 2008, dopo la creazione della nuova FIBA Americas League (nata nel dicembre 2007), competizione panamericana di primo livello, alla quale si qualificavano le migliori squadre di ciascun Paese del Sud America, togliendo così valore sia alla Liga Sudamericana sia al vecchio Campionato Sudamericano per Club. Quest’ultimo perse quindi la sua rilevanza e venne ufficialmente abolito.

## Albo d'oro
| Anno | Sede                        |                                              | Finale           | Finale                                           | Finale |
| Anno | Sede                        | Vincitore                                    | Punteggio        | Secondo posto                                    |        |
| 1946 | Buenos Aires                | Olimpia                                      | Formato a girone | Gimnasia y Esgrima (VdP)                         |        |
| 1953 | Antofagasta                 | Flamengo Selezione Santa Fé Olimpia Asuncion | Formato a girone | -                                                |        |
| 1956 | Montevideo                  | Defensor Sporting                            | Formato a girone | Ateneo de la Juventud Selección Valley del Cauca |        |
| 1958 | Guayaquil                   | Defensor Sporting                            | Formato a girone | San Lorenzo                                      |        |
| 1961 | Asunción                    | Sírio                                        | Formato a girone | Olimpia Asuncion                                 |        |
| 1965 | São Paulo                   | Corinthians Paulista                         | Formato a girone | Atlético Tabaré                                  |        |
| 1966 | São Paulo                   | Corinthians Paulista                         | 100-83, 109-84   | L.D. Estudantil                                  |        |
| 1967 | Antofagasta                 | Thomas Bata                                  | 65-61            | Welcome                                          |        |
| 1968 | Montevideo                  | Sírio                                        | Formato a girone | Welcome                                          |        |
| 1969 | Guayaquil                   | Corinthians Paulista                         | Formato a girone | L.D. Estudantil                                  |        |
| 1970 | Punta Arenas                | Sírio                                        | Formato a girone | Atenas Córdoba                                   |        |
| 1971 | Arequipa                    | Sírio                                        | Formato a girone | Sportiva Italiana                                |        |
| 1972 | São Paulo                   | Sírio                                        | Formato a girone | Olimpia                                          |        |
| 1974 | Mercedes, Salto, Montevideo | Franca                                       | Formato a girone | Peñarol                                          |        |
| 1975 | La Paz                      | Franca                                       | Formato a girone | Obras Sanitarias                                 |        |
| 1977 | Corrientes, Buenos Aires    | Franca                                       | Formato a girone | Palmeiras                                        |        |
| 1978 | São Paulo                   | Sírio                                        | Formato a girone | Franca                                           |        |
| 1979 | Isla Margarita              | Sírio                                        | 81-80            | Guaiqueríes                                      |        |
| 1980 | Cúcuta                      | Franca                                       | Formato a girone | Sírio                                            |        |
| 1981 | Asunción, Encarnación       | Ferro Carril Oeste                           | Formato a girone | São José                                         |        |
| 1982 | Buenos Aires, Montevideo    | Ferro Carril Oeste                           | Formato a girone | Obras Sanitarias                                 |        |
| 1983 | Buenos Aires, Montevideo    | Peñarol                                      | Formato a girone | Monte Líbano                                     |        |
| 1984 | Tarija, Sucre               | Sírio                                        | Formato a girone | River Plate                                      |        |
| 1985 | Limeira, Jundiaí            | Monte Líbano                                 | 108-85           | San Andrés                                       |        |
| 1986 | Buenos Aires                | Monte Líbano                                 | Formato a girone | Ferro Carril Oeste                               |        |
| 1987 | Valparaíso, Santiago        | Ferro Carril Oeste                           | Formato a girone | Monte Líbano                                     |        |
| 1988 | Caracas                     | Trotamundos                                  | Formato a girone | Atenas Córdoba                                   |        |
| 1989 | Asunción                    | Trotamundos                                  | Formato a girone | Club Biguá                                       |        |
| 1990 | Guayaquil                   | Franca                                       | Formato a girone | San Pedro Pascual                                |        |
| 1991 | Franca                      | Franca                                       | Formato a girone | Atenas Córdoba                                   |        |
| 1992 | Montevideo                  | Club Biguá                                   | 85-68            | Franca                                           |        |
| 1993 | Córdoba                     | Atenas Córdoba                               | 76-73            | Franca                                           |        |
| 1994 | Lima                        | Atenas Córdoba                               | 77-70            | Ol. Venado Tuerto                                |        |
| 1995 | Bucaramanga                 | Rio Claro                                    | Formato a girone | Hebraica Macabi                                  |        |
| 1996 | Concepción, Talca           | Independiente                                | Formato a girone | Rio Claro                                        |        |
| 1998 | Tarija                      | Vasco da Gama                                | Formato a girone | Welcome                                          |        |
| 1999 | Rio de Janeiro              | Vasco da Gama                                | Formato a girone | Bauru                                            |        |
| 2000 | Valencia                    | Trotamundos                                  | Formato a girone | Vasco da Gama                                    |        |
| 2001 | Isla Margarita              | Delfines de Miranda                          | 78-73            | Espartanos Margarita                             |        |
| 2002 | Valdivia                    | Delfines de Miranda                          | Formato a girone | C.D. Valdivia                                    |        |
| 2003 | Maracaibo                   | Delfines de Miranda                          | Formato a girone | G. de Comodoro                                   |        |
| 2004 | Asunción                    | Boca Juniors                                 | Formato a girone | Delfines de Miranda                              |        |
| 2005 | Rafaela                     | Boca Juniors                                 | 85-75            | Unitri/Uberlândia                                |        |
| 2006 | Barquisimeto                | Boca Juniors                                 | Formato a girone | Guaros de Lara                                   |        |
| 2007 | Brasília                    | Minas Tênis Clube                            | Formato a girone | Boca Juniors                                     |        |
| 2008 | Guayaquil                   | Club Biguá                                   | Formato a girone | Libertad Sunchales                               |        |

## Vittorie per squadra
| Titoli | Squadra               | Anni vittoria                                  |
| ------ | --------------------- | ---------------------------------------------- |
| 8      | Sírio                 | 1961, 1968, 1970, 1971, 1972, 1978, 1979, 1984 |
| 6      | Franca                | 1974, 1975, 1977, 1980, 1990, 1991             |
| 3      | Corinthians Paulista  | 1965, 1966, 1969                               |
| 3      | Ferro Carril Oeste    | 1981, 1982, 1987                               |
| 3      | Trotamundos           | 1988, 1989, 2000                               |
| 3      | Delfines de Miranda   | 2001, 2002, 2003                               |
| 3      | Boca Juniors          | 2004, 2005, 2006                               |
| 2      | Defensor Sporting     | 1956, 1958                                     |
| 2      | Monte Líbano          | 1985, 1986                                     |
| 2      | Club Biguá            | 1992, 2008                                     |
| 2      | Atenas Córdoba        | 1993, 1994                                     |
| 2      | Vasco da Gama         | 1998, 1999                                     |
| 1      | Olimpia               | 1946                                           |
| 1      | Flamengo              | 1953                                           |
| 1      | Selección de Santa Fé | 1953                                           |
| 1      | Olimpia Asuncion      | 1953                                           |
| 1      | Thomas Bata           | 1967                                           |
| 1      | Peñarol               | 1983                                           |
| 1      | Rio Claro             | 1995                                           |
| 1      | Independiente         | 1996                                           |
| 1      | Minas Tênis Clube     | 2007                                           |